# Brehmbach
Der Brehmbach ist ein über 18 km langer Bach im Norden von Baden-Württemberg, der bei Tauberbischofsheim von links und Westen in die untere Tauber mündet.

## Name
Das Bestimmungswort des Gewässernamens geht auf das althochdeutsche Wort breme zurück, das Brombeere bedeutet. Alternativ geht der Sprachwissenschaftler Albrecht Greule von einem ursprünglichen Namen *Brema aus mit der Bedeutung 'die Laute'. Der Bachname hat – wie das Grundwort Bach selbst und seine vielen anderen Zusammensetzungen – in der Mundart des durchlaufenen taubergründischen Dialektgebiets das weibliche Geschlecht.

## Geographie

### Verlauf

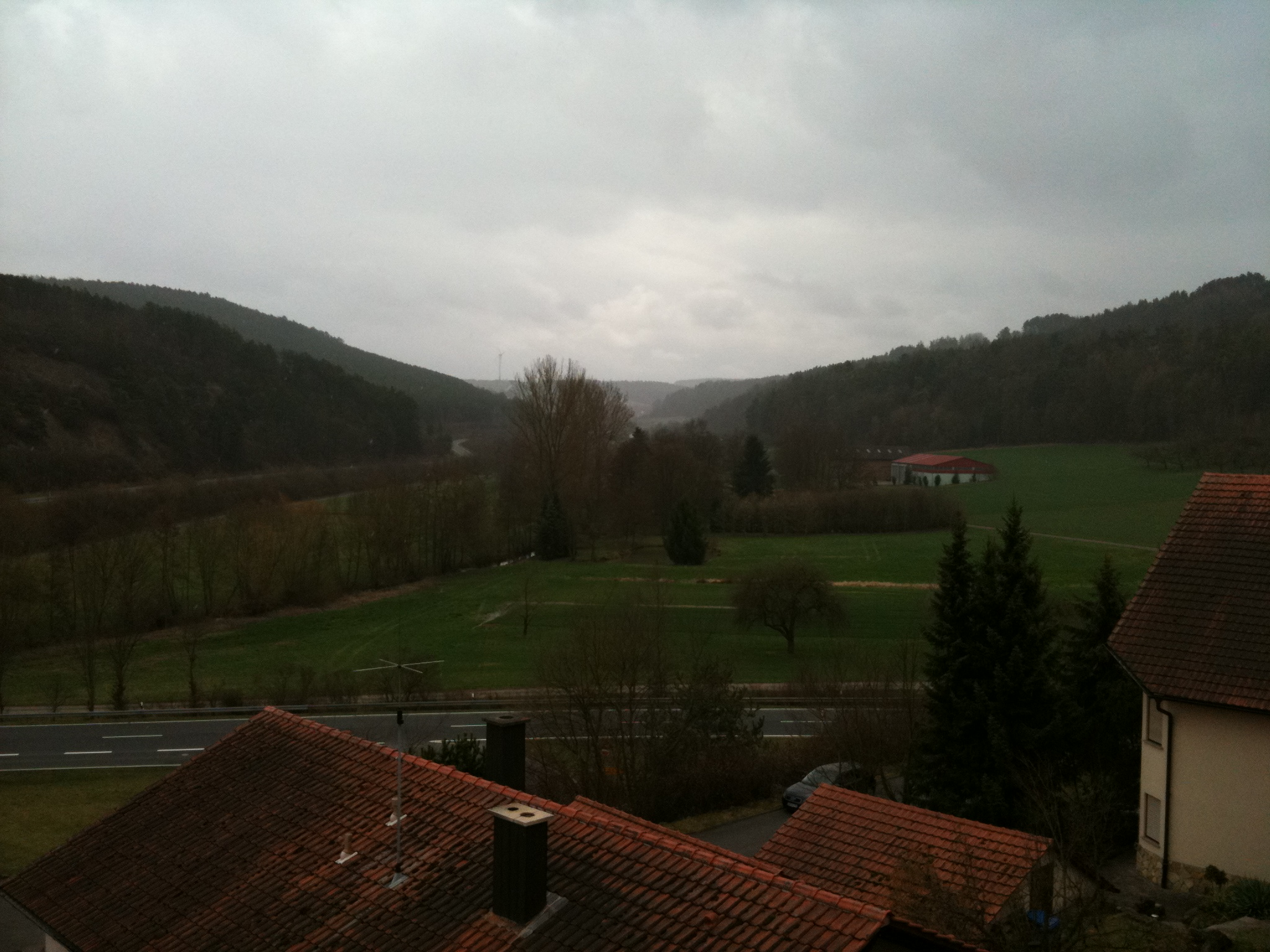
Blick das Brehmbach-Tal aufwärts von Königheim in Richtung Gissigheim.

Der Brehmbach entsteht bei einer kleinen Baumgruppe im rechten Graben der sonst baumlosen Straße von Hardheim-Erfeld nach Königheim-Brehmen, von wo er in recht gerader Linie, vom Verkehrsweg begleitet, ostnordöstlich auf Brehmen zuläuft und sich merklich eintieft. Im Ort tritt eine Kreisstraße ins Tal, das nun bis zur Mündung eine Verkehrsachse ist, unterhalb Brehmens nordöstlich läuft und kleine Mäander entwickelt. Ab dem nächsten Taldorf Gissigheim fließt der inzwischen etwa 100 Meter gegen die umgebenden Höhen eingetiefte Bach nach Norden und erreicht so bald den Hauptort Königheim der Gemeinde, wo das Tal abrupt nach Osten abknickt. Vor Königheim wird er bei Hochwasser im Hochwasserrückhaltebecken Königheim aufgestaut. Unterhalb Königheims fließt der Brehmbach in einer weiten Kurve nach Süden um den Stammberg, auf diesem Abschnitt sind beide hohen Talflanken bewaldet. Dann tritt der Brehmbach dem Südrand Tauberbischofsheims entlang in die Talaue der Tauber ein. Hier geht linksseits ein Mühlkanal zur Rollenmühle ab, der in meist offenem Lauf durch die Altstadt zieht und an deren Brücke mündet. Der Brehmbach dagegen läuft in kürzerem Ostlauf durch dessen Aue zum Fluss und mündet noch oberhalb der Stadt zwischen der Brücke der B 27 und dem Frankenbad von links in die hier nordwärts fließende Tauber.

### Einzugsgebiet
Der Brehmbach entwässert sein 90,0 km² großes Einzugsgebiet nordöstlich zur unteren Tauber. Es erstreckt sich von etwas über der Quelle des Hauptlaufs südwestlich von Brehmen über 13 km weit nordöstlich bis zur Mündung. Vor allem durch die großen Unterlaufzuflüsse Haigerbach und Muckbach ist es weit nach Nordwesten und Südosten ausgedehnt, so dass es von der Nordwest- zur Südostecke sogar auf 14 km ausgeweitet ist.
Das Einzugsgebiet liegt, naturräumlich gesehen, mit seinen größeren westlichen und nördlichen Anteilen im Bauland, mit seinen östlichen und südöstlichen im Tauberland. Der Brehmbach selbst entsteht im Unterraum Buch am Ahorn des Baulandes, durchläuft dann im Tauberland den Unterraum Königheimer Tal und Mittleres Taubertal. Über die Einzugsgebiete der Nebenflüsse hat es zudem Teil am Unterraum Wolferstetten-Eiersheimer Höhe ganz im Norden und am Unterraum Nördliches Bauland des Baulandes sowie im Südosten am Unterraum Umpfer-Wachbach-Riedel des Tauberlandes, von dem das schon genannte Königheimer Tal eine Untergliederung ist.
Die nördliche Wasserscheide trennt in ihrem westlichen Teil im Wald Taubenloch vom Einzugsgebiet des Amorsbachs, im mittleren und östlichen von dem des Maisenbachs, beides linke Zuflüsse flussabwärts in die Tauber. Hinter der nordöstlichen bis zur Mündung und dann der östlichen gibt es nur wenig bedeutende Zuflüsse zur hier sehr nahen Tauber, ausgenommen allenfalls ganz im südlichen Abschnitt den Oberlaudaer Bach. Bei Heckfeld knickt die Einzugsgebietsgrenze nach Westen ab, das Gelände jenseits entwässert nun lange über den Schüpfbach und die Umpfer ebenfalls oberhalb in die Tauber. Nahe der Südwestecke des Einzugsgebietes entsteht bei Buch die Erfa, ein direkter Zufluss des Tauber-Vorfluters Main, die dann auf Nordkurs ḿeist nur kleine Zuflüsse von der westlichen Wasserscheide des Brehmbachs her aufnimmt; von einiger Bedeutung ist nur der Hardheimer Bach, der nahe der Nordwestecke des Brehmbach-Einzugsgebietes entspringt. 
Dort nahe an der Nordwestspitze liegt auch im Taubenloch der mit 428,4 m ü. NHN höchste Punkt des Einzugsgebiets, der zweithöchste im Eichwald bei einem Wasserreservoir südlich über der Quelle des Zuflusses aus dem Feldgewann See erreicht nicht ganz 421 m ü. NHN.

### Zuflüsse
Liste der direkten Zuflüsse von der Quelle zur Mündung. Gewässerlänge, Einzugsgebiet und Höhe nach den entsprechenden Layern auf der Onlinekarte der LUBW. Andere Quellen für die Angaben sind vermerkt.
Ursprung des Brehmbachs etwa 2,7 km westsüdwestlich von Königheim-Brehmen als Graben neben der Straße nach Hardheim-Erfeld wenig vor der querlaufenden Reihe von Windrädern auf etwa 366 m ü. NHN. Der Bach fließt anfangs nach Nordosten.
- Kessel, von links und Nordnordwesten auf etwa 348 m ü. NHN längs dem Ostrand des Kesselwaldes, 1,0 km. Entspringt zwischen den Waldinseln Gerichtsstätter Gehäu im Norden und Kesselwald auf etwa 377 m ü. NHN.
- (Zufluss aus dem Ostertal), von rechts und Süden auf etwa 338 m ü. NHN zwischen den Waldgewannen Heißenberg und Ameisenbühl, 1,0 km. Entsteht nördlich von Ahorn-Schwarzenbrunn auf etwa 372 m ü. NHN in der Flur.
- (Zufluss aus dem Feldgewann See), von rechts und Süden auf etwa 332 m ü. NHN östlich des Ameisenbühls, 0,5 km. Entsteht südöstlich des Ochsenbergs auf etwa 352 m ü. NHN
- (Zufluss vom Dettelberg), von links und Nordnordwesten auf etwa 331 m ü. NHN wenige Schritte nach dem vorigen, 0,7 km. Entsteht westlich des Dettelbergs auf etwa 366 m ü. NHN.
- (Bach aus dem Dürrenschlag/Neugereut), von rechts und Südosten auf etwa 325 m ü. NHN 300 Meter vor dem Ortsrand Brehmens, 2,0 km und 1,5 km². Entsteht am Nordostrand des Waldes Maschlanden auf etwa 390 m ü. NHN.
- (Zufluss in der Mulde Reißklinge), von rechts und Südosten auf etwa 321 m ü. NHN an der Ecke Esselbrunner Straße/Flurstraße in Brehmen, 1,2 km. Entsteht in der Flurmulde Reißklinge auf etwa 380 m ü. NHN.
- (Feldweggraben aus dem Gelbrunn), von rechts und Ostsüdosten auf etwa 320 m ü. NHN ein paar Schritte nach dem vorigen, 1,0 km. Entsteht im Rand des Waldes Gelbrunn auf etwa 362 m ü. NHN, am Ende verdolt.
- (Zufluss am Naturschutzgebiet Dörre Wieslein vorbei), von links und Westnordwesten auf etwa 311 m ü. NHN nach der Kläranlage unterhalb von Brehmen, 1,7 km und 1,1 km². Entsteht auf etwa 375 m ü. NHN unweit von Königheim-Pülfringen im Gewann Lindenbrunnen und läuft fast bis zuletzt als Graben neben der K 2834.
- (Zufluss aus dem Spachenloch), von links und Westnordwesten auf etwa 304 m ü. NHN südlich von Birkenfeld, 0,8 km. Entsteht auf etwa 352 m ü. NHN.
- Birkenfelder Graben, von links und Nordnordwesten auf etwa 300 m ü. NHN gegenüber dem Wald Ruhle, 0,7 km. Entsteht am Ostrand des Weilers Königheim-Birkenfeld nahe der Kapelle auf etwa 347 m ü. NHN.
- Pülfringer Graben, von links und Westsüdwesten auf etwa 275 m ü. NHN in den Talwiesen an der Einmündung der K 2803 aus Pülfringen in die Talstraße K 2893, 3,5 km und 6,5 km². Entsteht als Wiesentalgraben am Ostrand von Pülfringen auf etwa 345 m ü. NHN.
- Willentalgraben, von links und Westnordwesten auf etwa 275 m ü. NHN an der Königheim-Gissigheimer Kettenmühle, 1,2 km und 1,2 km². Entsteht auf etwa 329 m ü. NHN.
- (Mühlkanal zur Kettenmühle), von rechts auf etwa 264 m ü. NHN kurz nach dieser, 0,8 km. Zweigt zuvor kurz nach dem Zulauf des Pülfringer Grabens auf etwa 273 m ü. NHN rechts ab.
- Adelsgraben, von rechts und Südsüdwesten auf etwa 254 m ü. NHN in Gissigheim, 3,5 km und 4,5 km². Entsteht auf etwa 372 m ü. NHN am oberen Ende des Küttentals am Nordrand des Stöckichs.
Ab hier fließt der Brehmbach nordwärts.
- (Bach durchs Gießtal), von links und Westen auf etwa 244 m ü. NHN am westlichen Ortsanfang von Königheim, 2,5 km und 9,1 km². Entsteht bei Weikerstetten unterhalb der Eichhalde auf etwa 302 m ü. NHN.
Bald nach diesem Zufluss läuft der Brehmbach östlich.
- Haigerbach, von links und Nordwesten auf etwa 218 m ü. NHN am östlichen Ortsende von Königheim, 4,0 km und 9,5 km². Entsteht auf etwa 286 m ü. NHN in der Fortsetzung Salzbrunnen des Haigergrundes.
- Rinderbach, von links und Nordnordwesten auf etwa 206 m ü. NHN nach der Königheimer Kläranlage zu Füßen des Stammbergs, 3,0 km. Entsteht am Sportplatz von Tauberbischofsheim-Dienstadt auf etwa 285 m ü. NHN.
Hier hat sich der Brehmbach eben auf Südostlauf gewendet.
- Muckbach, von rechts und Süden auf etwa 193 m ü. NHN am ehemaligen Bahnhof Dittwar, 6,8 km und 21,1 km².[LUBW 6] Entsteht am Nordrand des Dorfes Heckfeld von Lauda-Königshofen auf etwa 310 m ü. NHN.
Ab diesem Zufluss läuft der Brehmbach wieder nach Nordosten.
- (Mühlkanal zur Neumühle), von links auf etwa 188 m ü. NHN am Haus Königheimer Straße 85 im beginnenden Tauberbischofsheim, 0,3 km. Zweigt zuvor links ab beim Haus Königheimer Straße 99.
- → (Angang des Mühlkanals zur Rollenmühle), zweigt nach links ab auf etwa 183 m ü. NHN gleich nach der Brehmbachbrücke zwischen dem Tauberbischofsheimer Südwestkreisel und der B 27, 1,1 km. Fließt durch die Altstadt von Tauberbischofsheim und mündet von links und auf etwa 177 m ü. NHN bei der Tauberbrücke der Würzburger Straße in die Tauber, nicht ganz einen halben Kilometer unterhalb der Brehmbach-Mündung.
Ab diesem Abgang fließt der Brehmbach selbst etwa östlich.
- Johanneskreuzgraben, von rechts und Südosten auf etwa 178 m ü. NHN am Sportgelände südlich der Tauberbischofsheimer Altstadt, 1,2 km. Zweigt auf etwa 178 m ü. NHN oberhalb im Taubertal vom Mühlkanal in Dittigheim ab und läuft in weniger als hundert Metern der Tauber parallel.

Mündung des Brehmbachs am Sportgelände südlich der Tauberbischofsheimer Altstadt auf etwa 177 m ü. NHN von links und Westen in die Tauber. Er ist 18,4 km lang und hat ein Einzugsgebiet von 89,9 km².

### Flusssystem

#### Eigenes Flusssystem
- Liste der Fließgewässer im Flusssystem Brehmbach

#### Flusssystem Tauber
- Liste der Fließgewässer im Flusssystem Tauber

## Geologie
Die Grenze zwischen den Naturräumen Bauland und Tauberland folgt im Einzugsgebiet der geologischen Schichtgrenze zwischen Oberem und Mittlerem Muschelkalk, die im Talgrund etwas vor dem Zulauf des Pülfringer Grabens erreicht wird. Schon unterhalb von Gissigheim setzt der Untere Muschelkalk ein, in dem der Brehmbach dann bis zur Mündung verbleibt.
Der Obere Muschelkalk dominiert auf dem etwas welligen Hochland abseits der Taleinschnitte. Am Südrand des Brehmbach-Entwässerungsgebiets überlagert ihn noch eine geschlossene Decke aus Unterkeuper, von dem auch anderswo im Süden kleine Inseln erhalten sind. Gleichförmiger verteilt finden sich aus äolischerer Ablagerung im Geologie stammende Lössderivate in kleinflächigen Lagen.
Der Brehmbach läuft schon nach Gissigheim in einem sich stetig verbreiternden Auensedimentband.

## Gewässergüte
Der Brehmbach war mit Stand von 2004 auf seinem ganzen hierfür erfassten Lauf von etwa oberhalb der Einmündung des Pülfringer Bachs bis zur eigenen Mündung mäßig belastet (Güteklasse II).

## Geschichte
Am Fronleichnamstag, dem 21. Juni 1984 führte Starkregen zu einer Hochwasserkatastrophe, bei der auch das Rückhaltebecken Gissigheim brach. Königheim war dabei am stärksten betroffen; es entstand ein Schaden in hoher zweistelliger Millionenhöhe.

## Brehmbachtalradweg
Der Brehmbachtalradweg verläuft entlang großer Teile des Brehmbachtals von Gissigheim über Königheim und den Bahnhof Dittwar bis Tauberbischofsheim. Am Bahnhof Dittwar besteht ein Anschluss an den Muckbachtalradweg und in Tauberbischofsheim an den Taubertalradweg.

Ansichten des Brehmbachtalradwegs
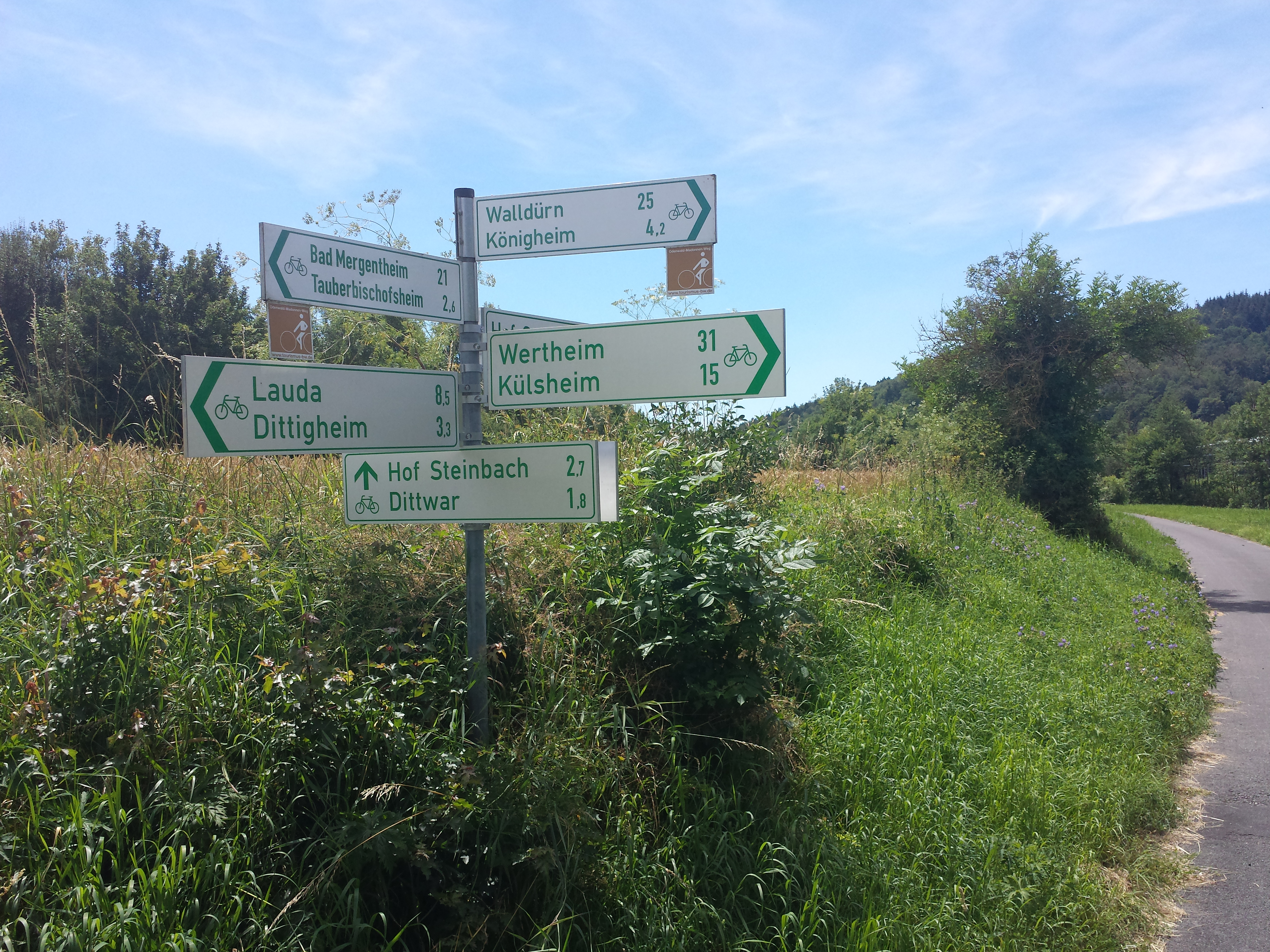
Radwegekreuzung des Brehmbachtalradweges mit dem Muckbachtalradweg
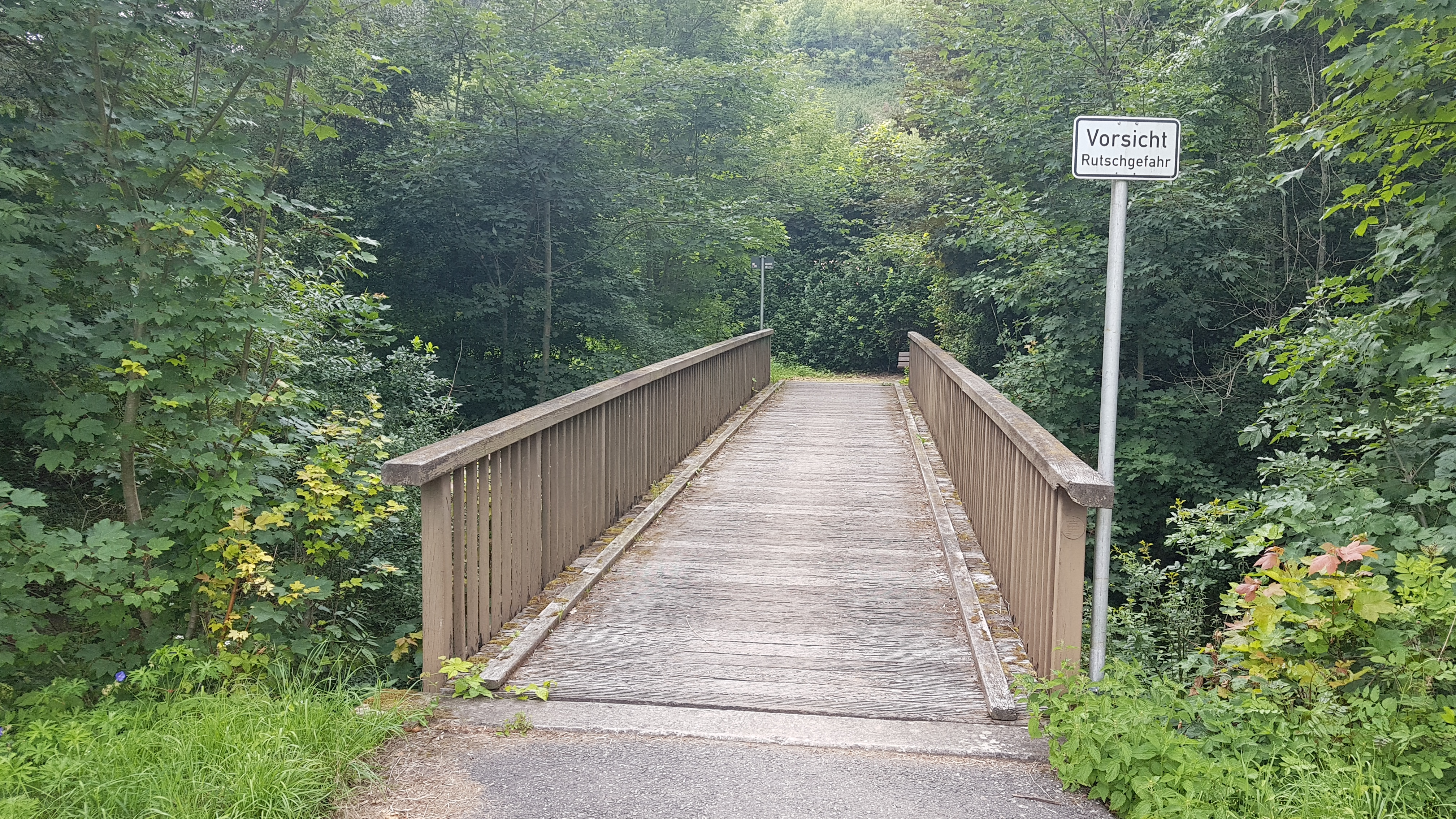
Radwegbrücke über den Brehmbach
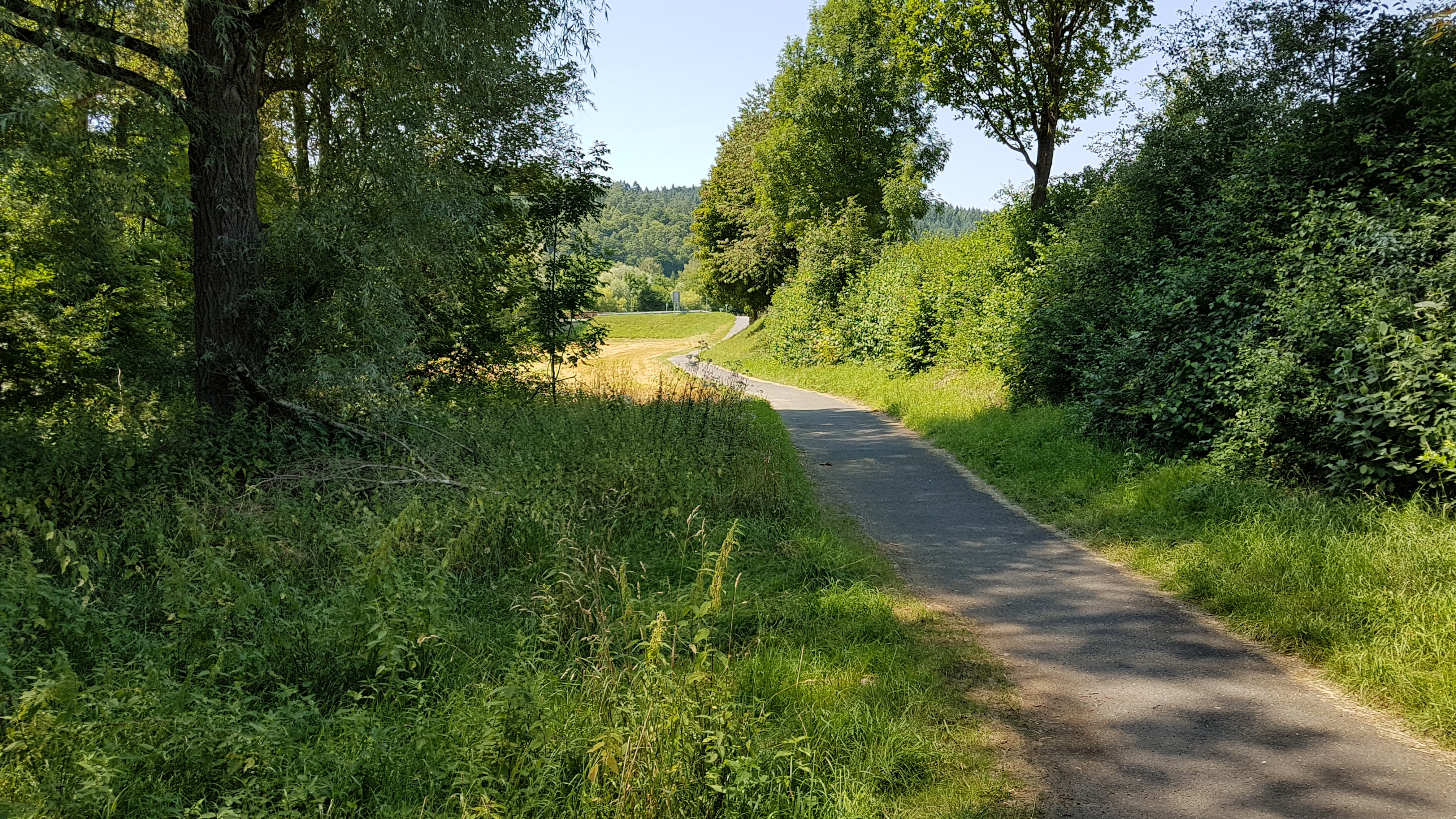
Der Brehmbachtalradweg am Bahnhof Dittwar

Der in Tauberbischofsheim startende Odenwald-Madonnen-Weg verläuft zu Beginn über den Brehmbachtalradweg bis Königheim, bevor der Radfernweg durch den Odenwald und das Neckartal bis nach Heidelberg und weiter über die Rheinebene nach Speyer führt.

### LUBW
Amtliche Online-Gewässerkarte mit passendem Ausschnitt und den hier benutzten Layern: Lauf und Einzugsgebiet des Brehmbachs

Allgemeiner Einstieg ohne Voreinstellungen und Layer: Daten- und Kartendienst der Landesanstalt für Umwelt Baden-Württemberg (LUBW) (Hinweise)
1. 1 2 3  Höhe nach dem Höhenlinienbild auf dem Hintergrundlayer Topographische Karte.
2. 1 2  Länge nach dem Layer Gewässernetz (AWGN).
3. 1 2  Einzugsgebiet nach dem Layer Aggregierte Gebiete 05.
4. 1 2  Höhe nach schwarzer Beschriftung auf dem Hintergrundlayer Topographische Karte.
5. ↑  Einzugsgebiet nach dem Layer Basiseinzugsgebiet (AWGN).
6. ↑  Einzugsgebiet aufsummiert aus den Teileinzugsgebieten nach dem Layer Basiseinzugsgebiet (AWGN).

### Andere Belege
1. ↑  Modellierte Werte nach Abfluss-BW Gewässerknoten MQ/MNQ
2. ↑  Königheim. In: Waldemar Lutz, Hansjörg Noe (Hrsg.): Kennzeichen TBB, Heimatkunde für den Main-Tauber-Kreis. Verlag Waldemar Lutz, Lörrach und Ernst Klett Schulbuchverlag, Stuttgart 1990, ISBN 3-12-258280-5, S. 191.
3. ↑  Albrecht Greule: Deutsches Gewässernamenbuch. Walter de Gruyter, Berlin / Boston 2014, ISBN 978-3-11-057891-1, S. 71, „Brehmbach“ (Auszug in der Google-Buchsuche).
4. ↑  Horst Mensching, Günter Wagner: Geographische Landesaufnahme: Die naturräumlichen Einheiten auf Blatt 152 Würzburg. Bundesanstalt für Landeskunde, Bad Godesberg 1963. → Online-Karte (PDF; 5,3 MB)
5. ↑  Geologie nach: Mapserver des Landesamtes für Geologie, Rohstoffe und Bergbau (LGRB) (Hinweise)
6. ↑  Biologische Gewässergütekarte 1 : 350.000 der Landesanstalt für Umweltschutz Baden-Württemberg (PDF; 11,7 MB)
7. ↑   Harald Fingerhut:  Welle wälzt sich mit Wucht durch Weinort. Die Fronleichnamsflut am 21. Juni 1984 richtete vor allem in Königheim, aber auch in Kupprichhausen und Dittwar enorme Schäden an. In: Fränkische Nachrichten. 22. Juli 2016. Online auf www.fnweb.de. Abgerufen am 20. November 2016.